# Mitteldeutsches Braunkohlerevier

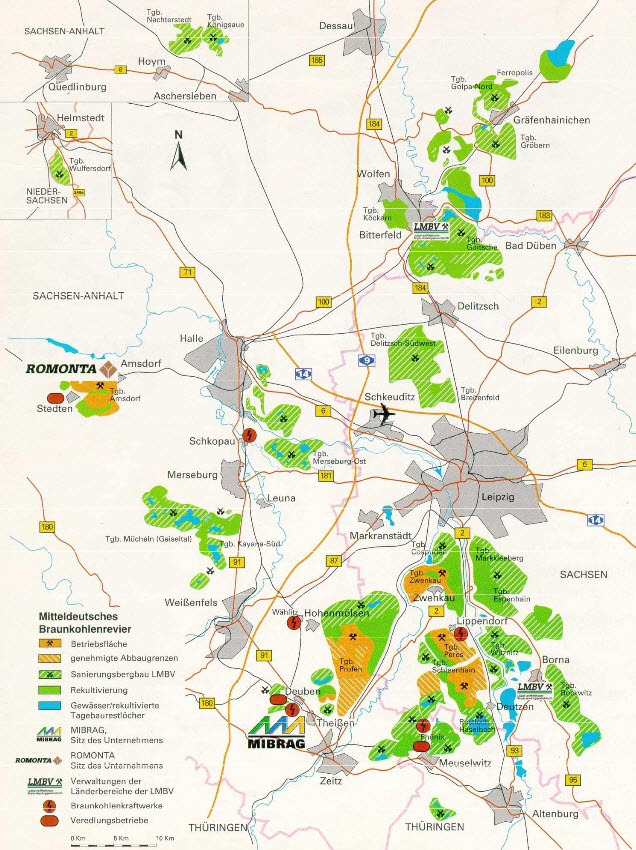
Mitteldeutsches Braunkohlerevier, Gliederung seit 1998

Das Mitteldeutsche Braunkohlerevier, oft auch kurz Mitteldeutsches Revier genannt, ist eine Montanregion in Mitteldeutschland. Da das Gebiet historisch und je nach Einzelwissenschaft unterschiedlich beschrieben ist, überschneidet sich der Begriff mit vielschichtigen Definitionen. Seit der deutschen Wiedervereinigung wird das mitteldeutsche Braunkohlerevier im Allgemeinen Sachsen-Anhalt sowie dem nordwestlichen Teil von Sachsen und dem äußersten Osten von Thüringen zugeordnet.
Der Braunkohlebergbau hat das Landschaftsbild in der Region nachhaltig verändert und viele Altlasten hinterlassen. Es ist heute eines der größten Sanierungsgebiete Europas. Neben der Rekultivierung ehemaliger Bergbaulandschaften wird in den Tagebauen Amsdorf, Profen und Schleenhain weiter Kohle abgebaut. Durch den Bergbau verloren im mitteldeutschen Revier bis heute über 51.000 Menschen ihre Heimat.

## Ehemalige Reviere
Bis zum Anfang des 20. Jahrhunderts hatte Braunkohle für die Energie- und Brennstoffversorgung Deutschlands nur eine geringe Bedeutung. Verwendet wurde überwiegend die hochwertigere Steinkohle. Nach dem Ersten Weltkrieg musste das Deutsche Reich zahlreiche Gebiete abtreten und verlor etwa 40 % seiner besten Steinkohlenvorkommen. Die belassenen Steinkohlenreviere hatten zudem erhebliche Reparationsleistungen zu erbringen. Damit wurde die Braunkohle in allen Industriezweigen zu einem unentbehrlichen Energiefaktor. Während vor dem Jahr 1919 der Anteil der Braunkohle an der elektrischen Energieerzeugung aufgrund ihres geringen Heizwertes, ihrer schlechten Transportfähigkeit sowie der fehlenden Heiz- und Übertragungstechnik gar keine Rolle gespielt hatte, erzwangen die mit den Gebietsabtretungen verbundene Kohlenknappheit und die Autarkiebestrebungen in der Weimarer Republik eine Zunahme auf einen Anteil von fast 60 % der Energieerzeugung.
Damit erfolgte in allen deutschen Braunkohlegebieten eine gewaltige Steigerung der Förderleistung. Auf dieser Basis entwickelte sich Deutschland in den 1920er Jahren weltweit zum größten Produzenten und zugleich zum größten Verbraucher von Braunkohle. Die statistische Gliederung unterschied bis 1945 als größte Braunkohlengebiete das Mitteldeutsche Revier, das Ostelbische Revier und das Niederrheinische Revier. Das mitteldeutsche Revier lieferte vor dem Zweiten Weltkrieg ungefähr zwei Fünftel, das ostelbische und das rheinische je etwa ein Viertel aller deutschen Braunkohlen. Zum ostelbischen Revier, heute nur noch Lausitzer Braunkohlerevier genannt, zählten die Lausitz und Niederschlesien mit dem Zentrum Cottbus-Senftenberg nebst der drei Randreviere Frankfurt (Provinz Brandenburg), Görlitz (Provinz Niederschlesien) sowie Forst (Provinz Brandenburg). Diese Gebiete gehören auch heute nicht zum mitteldeutschen Revier.
Der größte Verbraucher der mitteldeutschen Braunkohle war die chemische Industrie, gefolgt von Elektrizitätswerken, Kaliwerken und Zuckerfabriken. Vor dem Krieg lag der Absatz der geförderten Kohle für die Industrie bei 61 % und für Hausbrand bei 39 %. Eine Ursache der höheren Fördermenge im mitteldeutschen Revier war und ist die Qualität der Rohkohle. Die mitteldeutsche Braunkohle ist schon von Natur aus durch ihren hohen Wassergehalt von durchschnittlich 50 % und den daraus resultierenden geringen Heizwert gegenüber ihren Konkurrenten benachteiligt. Ein weiterer Nachteil ist die Mächtigkeit des Deckgebirges. Die in einigen mitteldeutschen Revieren fast zu Tage tretenden Braunkohlevorkommen waren bereits Ende des 19. Jahrhunderts erschöpft, so dass der Abbau erst nach dem Durchbruch oft massiver Quarzitschichten erfolgen kann.
Der Begriff Mitteldeutsches Braunkohlerevier fand erstmals mit Gründung des Mitteldeutschen Braunkohlen-Syndikats im Jahr 1909 amtliche Verwendung, womit eine erstmalige Definition des Gebiets verbunden war. Das Syndikat hatte seinen Sitz in Leipzig und umfasste neun Reviere:
- Syndikatsbezirk Magdeburg-Helmstedt mit dem Helmstedter Braunkohlerevier, Bergamt Braunschweig
- Syndikatsbezirk Halle/Saale mit dem Halleschen Revier, Bergamt Halle/Saale
- Syndikatsbezirk Bitterfeld-Dessau mit dem Bitterfelder Revier, Bergamt Halle/Saale
- Syndikatsbezirk Oberröblingen mit dem Oberröblinger Braunkohlenrevier, Bergamt Eisleben
- Syndikatsbezirk Merseburg mit dem Grubengebiet Geiseltal, Bergamt Naumburg (Saale)
- Syndikatsbezirk Borna mit dem Nordwestsächsischen Revier, Bergamt Leipzig
- Syndikatsbezirk Meuselwitz-Rositz mit dem Meuselwitz-Altenburger Braunkohlerevier, Bergamt Altenburg
- Syndikatsbezirk Luckenau mit dem Zeitz-Weißenfelser Braunkohlerevier, Bergamt Zeitz
- Syndikatsbezirk Kassel mit dem Kasseler Braunkohlerevier, Bergamt Kassel[9][10][11]

Die Syndikatsbezirke wurden alternativ Syndikatsreviere genannt. Das mitteldeutsche Braunkohlen-Syndikat entstand als Verkaufsvereinigung privater Bergbauunternehmen und sollte die Förderung, den Eigenverbrauch und den Absatz seiner Mitglieder für Rohkohle, Briketts, Nasspresssteine und Koks regeln. Mit Inkrafttreten des Kohlenwirtschaftsgesetzes erfolgte ab März 1919 deutschlandweit eine staatliche Lenkung der Syndikate durch den Reichskohlenrat. Die Syndikatsreviere in Mitteldeutschland bestanden bis 1946.
Die Kontrolle und die Verwaltung der einzelnen, geographisch fest bestimmten Bergreviere erfolgte durch die Bergämter. Diese bestanden in Mitteldeutschland teilweise bereits seit dem 16. Jahrhundert. Strukturell blieben die Bergämter und deren Reviere bis zum Jahr 1946 im Wesentlichen unverändert, wobei im Jahr 1930 an die Stelle des Nordwestsächsischen Reviers das Bornaer Revier (Bergamt Borna in Borna) trat, weil nur noch in dieser Region im Nordwesten von Sachsen Braunkohle abgebaut wurde. Zu den größten Montanunternehmen im mitteldeutschen Braunkohlerevier zählten unter anderem: die
- A. Riebeck’sche Montanwerke AG (ab 1926 Tochterunternehmen der IG Farben)
- Aktiengesellschaft Sächsische Werke (kurz ASW)
- Anhaltische Kohlenwerke (kurz AKW)
- Werschen-Weißenfelser Braunkohlen AG (kurz WW)
- Braunschweigische Kohlen-Bergwerke (kurz BKB, gehörte als Tochterunternehmen zur EWAG)
- Deutsche Erdöl AG (kurz DEA)

Im November 1946 wurden auf Befehl der SMAD das Syndikat sowie die Bergämter abgeschafft. Damit endete in Mitteldeutschland formal die Existenz der Bergamtsreviere. Die Tagebaue wurden, oft ehemalige Reviere übergreifend, zu Braunkohlekombinaten zusammengefasst, die Technischen Bergbau-Inspektionen zugeordnet waren. Diese unterstanden direkt der Obersten Bergbehörde beim Ministerrat der DDR.
Im offiziellen Sprachgebrauch der DDR fand fortan der Begriff Mitteldeutsches Braunkohlerevier keine Anwendung mehr. Gleichfalls traten an die Stelle der einzelnen Reviere Begriffe wie „Raum“, „Gebiet“, „Lagerstätte“, was noch heute zu Missverständnissen führt. So war in der DDR beispielsweise mit dem „Braunkohlegebiet Halle“ nicht das ehemalige Hallesche Revier gemeint, sondern der gesamte Bezirk Halle. In der Regel wurde die jeweilige Kombinatsbezeichnung benutzt, wie „VEB Braunkohlenkombinat ‚Erich Weinert‘ Deuben“, in welchem Braunkohlewerke und Tagebaue des Zeitz-Weißenfelser Reviers zusammengefasst waren, oder „VEB Braunkohlenkombinat Bitterfeld“, zu dem sogar die Tagebaue im Bornaer Revier gehörten.
Hingegen wurde in Westdeutschland der Begriff Mitteldeutsches Braunkohlerevier sowohl in der Fachliteratur als auch von der Politik weiterhin verwendet. Hierbei ist zu beachten, dass in Teilen der westdeutschen Politik „Mitteldeutschland“ synonym für „DDR“ stand, um die Bezeichnung „DDR“ zu vermeiden. Dies ist ebenfalls bis heute mit Missverständnissen verbunden. So waren in westdeutschen Büchern und Dokumenten offiziell mit dem „Mitteldeutschen Braunkohlerevier“ oder dem „Mitteldeutschen Bergbau“ oft die gesamten Braunkohlengebiete der DDR gemeint.
Nach der deutschen Wiedervereinigung erlangten die ehemaligen Bergamtsreviere in Mitteldeutschland ihre alten Strukturen zurück, jedoch wurden nach kurzer Zeit die Bergämter infolge der Schließung zahlreicher Tagebaue obsolet. Das heißt, mit Ausnahme von Kassel sind die heutigen Grenzen des Reviers weitgehend identisch mit den zu Beginn des 20. Jahrhunderts herausgebildeten Strukturen.

## Heutige Abgrenzung
Grundsätzlich ist das mitteldeutsche Braunkohlerevier begrifflich nicht gleichzusetzen mit dem mitteldeutschen Bergbaurevier, da in Mitteldeutschland seit mehr als 1000 Jahren verschiedene Rohstoffe bergmännisch abgebaut werden. Dazu zählen vor allem:
- Braunkohle (diverse Standorte bis heute)
- Steinkohle (bis ins 20. Jahrhundert beispielsweise im Saalekreis, Nordharz und in der Magdeburger Börde)
- Eisenerz (bis 1970 beispielsweise im Elbingeröder Komplex)
- Kalkstein (diverse Standorte bis heute)
- Kies und Sand (diverse Standorte bis heute)
- Kupfererz (bis 1991 beispielsweise Mansfeld)
- Rhyolith (bis heute beispielsweise Löbejüner Porphyr)
- Kali- und Steinsalz (diverse Standorte bis heute)
- Kaolin (bis heute beispielsweise im Raum Halle/Saale)[18]

Gegliedert ist das mitteldeutsche Revier seit Ende des 20. Jahrhunderts nicht mehr in klassische Bergreviere, sondern entsprechend der Einzugsgebiete der betriebenen oder stillgelegten Gruben in einen Süd-, Nord- und Westraum. Der Südraum liegt einschließlich des Raßnitzer Sees im Einzugsgebiet der Weißen Elster und der Westraum schließt das Großeinzugsgebiet der Saale ein. Der Nordraum zwischen Leipzig und Gräfenhainichen in der Leipziger Tieflandsbucht gehört zum Muldeeinzugsgebiet. Die Abbaugebiete Nachterstedt und Helmstedt zählen ebenfalls zum mitteldeutschen Braunkohlerevier.
Innerhalb der jeweiligen Landesgrenzen unterstehen die einzelnen Grubengebiete des mitteldeutschen Braunkohlereviers heute ohne Zwischeninstanz direkt der Bergaufsicht den Obersten Landesbehörden: in
- Sachsen-Anhalt dem Landesamt für Geologie und Bergwesen mit Sitz in Halle/Saale
- Sachsen dem Sächsischen Oberbergamt in Freiberg
- Thüringen dem Thüringer Landesamt für Umwelt, Bergbau und Naturschutz in Erfurt.

Diesen Behörden obliegt unter anderem die Betriebsaufsicht über den Braunkohlen-Gewinnungs-Bergbau sowie den Braunkohlen-Sanierungsbergbau.
Da in dieser Folge die heutigen Grenzen des mitteldeutschen Braunkohlereviers faktisch denen des mitteldeutschen Bergbaureviers entsprechen, werden umgangssprachlich oft beide Begriffe synonym verwendet. Im Speziellen ist jedoch auf eine Differenzierung zu achten, beispielsweise bei der Diskussion um den Kohleausstieg, bei der von verschiedenen Interessengruppen die Anzahl der Beschäftigten im Mitteldeutschen Braunkohlerevier nicht selten mit der Beschäftigtenanzahl aller Bergbauzweige im Mitteldeutschen Revier gleichgesetzt wird.

## Gegenwärtige Entwicklung
Die Bergbauregion in Mitteldeutschland ist von einer mehr als 160-jährigen Braunkohlegewinnung geprägt, die teilweise im Untertagebetrieb, aber zu den wesentlich größeren Anteilen im offenen Tagebau erfolgte. Neben der Inanspruchnahme von riesigen Landwirtschaftsflächen und Waldbeständen wurden eine Vielzahl von Orten devastiert sowie Verkehrsverbindungen und Gewässer unterbrochen. Mit der politischen Wende 1989/90 und der damit verbundenen wirtschaftlichen Neuausrichtung im Osten Deutschlands sank der Bedarf an Braunkohle auf ein Sechstel der Spitzenförderung zu DDR-Zeiten. Nicht mehr rentable Tagebaue und Braunkohleveredlungsanlagen wurden kurzfristig stillgelegt. Die Flächen werden seitdem aufwendig saniert und sind als Bergbaufolgelandschaften teilweise bis heute mit erheblichen Altlasten aus DDR-Zeiten geschädigt.
Neben der Rekultivierung der in Anspruch genommenen Flächen wird im mitteldeutschen Revier unverändert Braunkohle abgebaut. Im Jahr 2018 betrug die jährliche Fördermenge 17,7 Millionen Tonnen, wovon 11,1 Millionen auf den sächsischen Teil des mitteldeutschen Reviers entfallen. Die derzeitige Betriebsfläche liegt bei 12.200 Hektar, beziehungsweise 120 Quadratkilometern. Ende März 2017 waren im mitteldeutschen Braunkohlenrevier einschließlich der Kraftwerksbeschäftigten der Braunkohlenunternehmen noch 2.396 Menschen beschäftigt. Insgesamt wurden bisher im mitteldeutschen Braunkohlerevier mehr als 48.000 Hektar devastiert, wodurch bislang über 51.000 Menschen ihre Heimat verloren.
Im mitteldeutschen Revier betreiben gegenwärtig zwei Unternehmen aktiven Braunkohlenbergbau:
- Die Romonta, mit Sitz in Amsdorf, ist der weltweit größte Hersteller von Montanwachs, wofür das Unternehmen westlich von Halle den Großtagebau Amsdorf betreibt. Ein besonderes Charakteristikum der dort geförderten Braunkohle ist der hohe Bitumengehalt. Die teerreiche Braunkohle ist Grundstoff für die Montanwachs-Extraktion. Die Lagerstätte verfügt noch über rund 5 Millionen Tonnen gewinnbare Braunkohle, die bis zum Jahr 2030 ausgebaggert werden soll.[26]
- Die MIBRAG mit Sitz in Zeitz ist das größte der beiden Montanunternehmen im mitteldeutschen Revier. Zu ihr gehören gegenwärtig der Tagebau Profen und die Tagebaue Vereinigtes Schleenhain. Der Tagebau Profen liegt an der Landesgrenze von Sachsen-Anhalt zu Sachsen. Nur ein kleiner Zipfel des Abbaugebiets ragt nach Sachsen hinein. Hier soll gemäß dem Rahmenbetriebsplan bis zum Jahr 2035 Braunkohle abgebaut werden. Die Tagebaue Vereinigtes Schleenhain liegen südlich von Leipzig vollständig in Sachsen. Diese sollten bis zum Jahr 2040 in Betrieb bleiben, diese Planung ist durch den Ausstieg aus der Kohleverstromung in Deutschland obsolet.

Grundsätzlich entspricht die nach dem Jahr 1970 gewonnene Braunkohle im mitteldeutschen Revier nicht mehr der Qualität der einstigen Lagerstätten. Charakteristisch für die Braunkohle bleibt der relativ hohe Wassergehalt von 48 bis 60 Prozent. Nur etwa 35 bis 50 Prozent sind verbrennbares Material (Reinkohle). Bis zu 16 Prozent der verbrannten Rohbraunkohle bleiben als Asche und Schlacke zurück. Der hohe Wassergehalt führt zu einem vergleichsweise niedrigen Heizwert, respektive niedrigen Energiegehalt bei der Verstromung.
Zentraler Nachteil ist jedoch der Schwefelgehalt: Neben den Tagebauen Vereinigtes Schleenhain hat die Kohle aus dem Tagebau Profen deutschlandweit den höchsten Schwefelgehalt von 1,7 %. Ein hoher Schwefelgehalt führt grundsätzlich zu höherem Verschleiß in den Kraftwerken sowie zu höherem Aufwand und höheren Kosten für die Rauchgasreinigung. Zudem erschweren ein ungünstiges Abraum-Kohle-Verhältnis von durchschnittlich 7:1 sowie großflächig eingelagerte Quarzitbänke insbesondere im Tagebau Profen die Gewinnung der Braunkohle.
Für die Sanierung und Rekultivierung der seit 1990 stillgelegten Tagebauflächen im mitteldeutschen Revier ist die aus Steuergeldern finanzierte LMBV zuständig.